# 鲍勃·梅森
鲍勃·梅森（英語：Bob Mason，1961年4月22日—），美国男子冰球运动员，场上位置是守门员。他曾代表美国国家队参加1984年冬季奥林匹克运动会冰球比赛，获得第7名。